# Sint-Pancratiuskerk (Hoogeloon)
De Sint-Pancratiuskerk is een kerkgebouw in Hoogeloon in de gemeente Bladel in de Nederlandse provincie Noord-Brabant.
Het gebouw is gewijd aan Sint-Pancratius en is een rijksmonument.

## Geschiedenis
In de 15e eeuw werd ongeveer 140 meter noordoostelijker van de huidige de oude Sint-Pancratiuskerk gebouwd.
In 1924 werd ter vervanging van de oude kerk een nieuwe kerk gebouwd naar het ontwerp van architect J.H.H. van Groenendael.
In 1926 werd de oude kerk afgebroken waarbij de toren behouden bleef.

## Opbouw
Het kerkgebouw is opgetrokken in sobere neogotische stijl en is een kruiskoepelkerk. Het bestaat uit een driebeukig basilicaal schip met drie traveeën, een transept van twee traveeën breed met grote vieringtoren, nog twee traveeën en een koor met vijftwaalfde sluiting. Een van de drie traveeën van het schip is een blinde travee en bevat het keperboogvormige portaal en de orgelgalerij. De vieringtoren heeft een koepel op pendentieven. Er zijn zijkapellen tussen het transept en het koor.
Het gebouw is aan de buitenzijde opgetrokken in machinale bakstenen, voorzien van pilasters, steunberen met versnijdingen en afzaat met driehoekige bekroning, en betonnen afdeklijsten. De kerk wordt gedekt door een zadeldak boven het schip, de dwarsarmen en het koor en lessenaarsdaken boven de zijbeuken. De vieringtoren wordt gedekt door een uivormig koepeldak.
In het kerkgebouw worden de zijbeuken van de middenbeuk gescheiden door spitsboogarcades die rusten op pijlers om de gemetselde kruisribgewelven te dragen.